# Litauischer Film
Der litauische Film war geprägt von der Zeit der Sowjetunion, als die ganze Industrie des Landes von einem Unternehmen in staatlicher Kontrolle geleitet wurde. Nach der Unabhängigkeit 1990 zerfiel diese Industrie und private Filmgesellschaften übernahmen die Filmproduktion, die seither stark an Bedeutung verloren hat.

## Anfänge
1909 wird als Geburtsstunde des Kinos in Litauen angesehen. In diesem Jahr filmte inzwischen nach Amerika ausgewanderte Antanas Raciunas sein Heimatdorf für andere, die aus Litauen ausgewandert waren, und Władysław Starewicz drehte den Film Prie Nemuno. Starewicz realisierte bereits 1910 erste Puppentrickfilme. Ab 1921 wurden Wochenschauen für Kinos produziert.
Erste Spielfilme kamen erst ab 1931 auf, als unter der Regie von Jurgis Linartas und Vladas Stipaitis der Film Onyte ir Jonelis im Filmunternehmen Lietfilm entstand. 1938 veröffentlichte Stasys Usinskas mit dem Puppentrickfilm Storulio sapnas den ersten animierten litauischen Tonfilm.

## Zur Zeit der Sowjetunion
Anfang der 1940er Jahre wurde im Litauen unter sowjetischer Herrschaft ein Studio gegründet, das fortan für die Produktion von Wochenschauen verantwortlich war. Dieses Studio produzierte 1953 mit Ausra prie Nemuno einen ersten Spielfilm, allerdings noch in Koproduktion mit Lenfilm. 1956 wurde es in Lietuvos kino studija umbenannt und diente von da an als Zentrale für die staatliche Filmindustrie. Den ersten eigenständigen Spielfilm produzierte das Studio 1957 unter der Regie von Vytautas Mikalauskas mit Zydrasis horizontas.
In der Zeit der Sowjetunion produzierte das Lietuvos kino studija jährlich drei bis vier Spielfilme (meist gemeinsam mit anderen sowjetischen Filmgesellschaften), vierzig Dokumentarfilme und dreißig bis vierzig Wochenschauen. Obwohl die Zensur und die aufgedrängte Ideologie viele Filmemacher belasteten, erhielten einige internationale Filmpreise – darunter Vytautas Žalakevičius, Arūnas Žebriūnas, Raimundas Vabalas und Algimantas Puipa.

## Seit der Unabhängigkeit 1990
Als Litauen 1990 unabhängig wurde, zerfiel die staatliche Filmindustrie und das Lietuvos kino studija verlor stark an Bedeutung. Bereits 1987 hatte Šarūnas Bartas mit Kinema eine erste nichtstaatliche Filmproduktionsgesellschaft gegründet. Zwar übernahmen private Unternehmen die Filmproduktion, aber die Zahl der Filme und das Budget ging stark zurück; etwa zwei Spielfilme und zehn Dokumentarfilme werden pro Jahr produziert. 2006 investierte der Staat 4,8 Millionen Litas in die Filmindustrie. Vor allem Koproduktionen mit anderen Ländern sind in den letzten Jahren häufiger geworden. Amerikanische Filme dominieren die litauischen Kinos seit 1990. Die Produktion in Litauen gilt als besonders kostengünstig, weshalb hier Dutzende von Filmen und Serien gedreht worden sind.
Zum Beispiel Arūnas Matelis und Algimantas Puipa sind Regisseure, die seit der Unabhängigkeit erfolgreich Filme machen und für ihr Schaffen internationale Auszeichnungen gewinnen. Matelis' Vor dem Flug zur Erde war etwa für den Europäischen Filmpreis nominiert. Puipas Filme Vilko dantu karoliai (Die Wolfszahnkette, 1997), Dievų miškas (2005) und Nuodėmės užkalbėjimas (2007) erreichten in Litauen Besucherzahlen von 60.000 bis 70.000.
Jährlich entstehen zahlreiche Trickfilme. Es gibt mehrere Filmstudios, die sich auf Animationsfilme spezialisiert haben – so etwa Vilanima, Animaciniu Filmu Studija AJ und Animagija. Antanas Janauskas, der bereits seit 1968 Trickfilme macht, Nijole Valadkeviciute, Jūratė Leikaitė und andere gehören zu den führenden Animationsregisseuren in Litauen.